# Championnat d'Europe de football 1988
Navigation
France 1984 Suède 1992
Le Championnat d'Europe de football 1988 est la huitième édition du Championnat d'Europe de football, compétition organisée par l'UEFA et dont la phase finale, qui se déroule en l'Allemagne de l'Ouest du 10 au 25 juin 1988, concerne huit équipes.
À l'exception de la République fédérale d'Allemagne, qualifiée d'office en tant pays organisateur, les participants sont sortis vainqueurs de leur groupe éliminatoire. La France, championne en titre mais nettement devancée dans sa poule par les Soviétiques et les Est-Allemands, est la grande absente du tournoi. Les Pays-Bas sont sacrés champions d'Europe en s'imposant en finale contre l'URSS sur le score de deux buts à zéro. Il s'agit du premier (et unique) titre continental pour les Néerlandais. Marco van Basten, auteur de cinq buts dont une volée particulièrement spectaculaire en finale, est le meilleur buteur du tournoi.

## Présentation

### Stades
| Stade                 | Ville                 | Capacité      |
| Rheinstadion          | Düsseldorf            | 68 000 places |
| Niedersachsenstadion  | Hanovre               | 60 000 places |
| Parkstadion           | Gelsenkirchen         | 70 000 places |
| Waldstadion           | Francfort-sur-le-Main | 61 000 places |
| Stade Olympique       | Munich                | 69 250 places |
| Müngersdorfer Stadion | Cologne               | 60 000 places |
| Neckarstadion         | Stuttgart             | 71 000 places |
| Volksparkstadion      | Hambourg              | 61 200 places |

### Participants
Les huit équipes qualifiées sont réparties en deux groupes, de la façon suivante :
| Allemagne de l'Ouest Italie Espagne Danemark | Angleterre Pays-Bas Union soviétique République d'Irlande |

#### Sélectionneurs
- Franz Beckenbauer
- Azeglio Vicini
- Miguel Munoz
- Sepp Piontek
- Bobby Robson
- Rinus Michels
- Valeri Lobanovski
- Jacky Charlton

## 1ertour

### Groupe 1
L'Italie et l'Allemagne se neutralisent lors du match d'ouverture et font ensuite le plein de points contre l'Espagne et le Danemark, se qualifiant chacune ainsi pour les demi-finales. La première place du groupe revenant à l'Allemagne à la différence de buts. L'Espagne et le Danemark, respectivement finaliste et demi-finaliste quatre ans plus tôt, ne peuvent réitérer leur performance de 1984.
| Groupe 1 |                      |     |   |   |   |   |    |    |      |
|          | Équipe               | Pts | J | G | N | P | BP | BC | Diff |
| 1        | Allemagne de l'Ouest | 5   | 3 | 2 | 1 | 0 | 5  | 1  | +4   |
| 2        | Italie               | 5   | 3 | 2 | 1 | 0 | 4  | 1  | +3   |
| 3        | Espagne              | 2   | 3 | 1 | 0 | 2 | 3  | 5  | -2   |
| 4        | Danemark             | 0   | 3 | 0 | 0 | 3 | 2  | 7  | -5   |

| 10 juin | Allemagne de l'Ouest | 1 | 1 | Italie   |
| 11 juin | Danemark             | 2 | 3 | Espagne  |
| 14 juin | Allemagne de l'Ouest | 2 | 0 | Danemark |
| 14 juin | Italie               | 1 | 0 | Espagne  |
| 17 juin | Allemagne de l'Ouest | 2 | 0 | Espagne  |
| 17 juin | Italie               | 2 | 0 | Danemark |

#### 1rejournée
| 10 juin 1988                      | Allemagne de l'Ouest | 1 – 1 | Italie      | Rheinstadion, Düsseldorf                       |                                                |
| 20:15 · Historique des rencontres | Brehme 55e           |       | Mancini 52e | Spectateurs : 62 552 Arbitrage : Keith Hackett | Spectateurs : 62 552 Arbitrage : Keith Hackett |
| 20:15 · Historique des rencontres | (Rapport)            |       |             | Spectateurs : 62 552 Arbitrage : Keith Hackett | Spectateurs : 62 552 Arbitrage : Keith Hackett |

| 11 juin 1988                      | Danemark                    | 2 – 3 | Espagne                                   | Niedersachsenstadion, Hanovre               |                                             |
| 15:30 · Historique des rencontres | M.Laudrup 24e · Povlsen 82e |       | Míchel 5e · Butragueno 53e · Gordillo 66e | Spectateurs : 60 366 Arbitrage : Bep Thomas | Spectateurs : 60 366 Arbitrage : Bep Thomas |
| 15:30 · Historique des rencontres | (Rapport)                   |       |                                           | Spectateurs : 60 366 Arbitrage : Bep Thomas | Spectateurs : 60 366 Arbitrage : Bep Thomas |

#### 2ejournée
| 14 juin 1988                      | Allemagne de l'Ouest     | 2 – 0 | Danemark | Parkstadion, Gelsenkirchen                     |                                                |
| 17:15 · Historique des rencontres | Klinsmann 10e · Thon 85e |       |          | Spectateurs : 64 812 Arbitrage : Bob Valentine | Spectateurs : 64 812 Arbitrage : Bob Valentine |
| 17:15 · Historique des rencontres | (Rapport)                |       |          | Spectateurs : 64 812 Arbitrage : Bob Valentine | Spectateurs : 64 812 Arbitrage : Bob Valentine |

| 14 juin 1988                      | Italie     | 1 – 0 | Espagne | Waldstadion, Francfort-sur-le-Main                |                                                   |
| 20:15 · Historique des rencontres | Vialli 73e |       |         | Spectateurs : 51 790 Arbitrage : Erik Fredriksson | Spectateurs : 51 790 Arbitrage : Erik Fredriksson |
| 20:15 · Historique des rencontres | (Rapport)  |       |         | Spectateurs : 51 790 Arbitrage : Erik Fredriksson | Spectateurs : 51 790 Arbitrage : Erik Fredriksson |

#### 3ejournée
| 17 juin 1988                      | Allemagne de l'Ouest | 2 – 0 | Espagne | Olympiastadion, Munich                          |                                                 |
| 20:15 · Historique des rencontres | Völler 29e, 51e      |       |         | Spectateurs : 72 308 Arbitrage : Michel Vautrot | Spectateurs : 72 308 Arbitrage : Michel Vautrot |
| 20:15 · Historique des rencontres | (Rapport)            |       |         | Spectateurs : 72 308 Arbitrage : Michel Vautrot | Spectateurs : 72 308 Arbitrage : Michel Vautrot |

| 17 juin 1988                      | Italie                          | 2 – 0 | Danemark | Müngersdorferstadion, Cologne                 |                                               |
| 20:15 · Historique des rencontres | Altobelli 67e · De Agostini 87e |       |          | Spectateurs : 53 951 Arbitrage : Bruno Galler | Spectateurs : 53 951 Arbitrage : Bruno Galler |
| 20:15 · Historique des rencontres | (Rapport)                       |       |          | Spectateurs : 53 951 Arbitrage : Bruno Galler | Spectateurs : 53 951 Arbitrage : Bruno Galler |

### Groupe 2

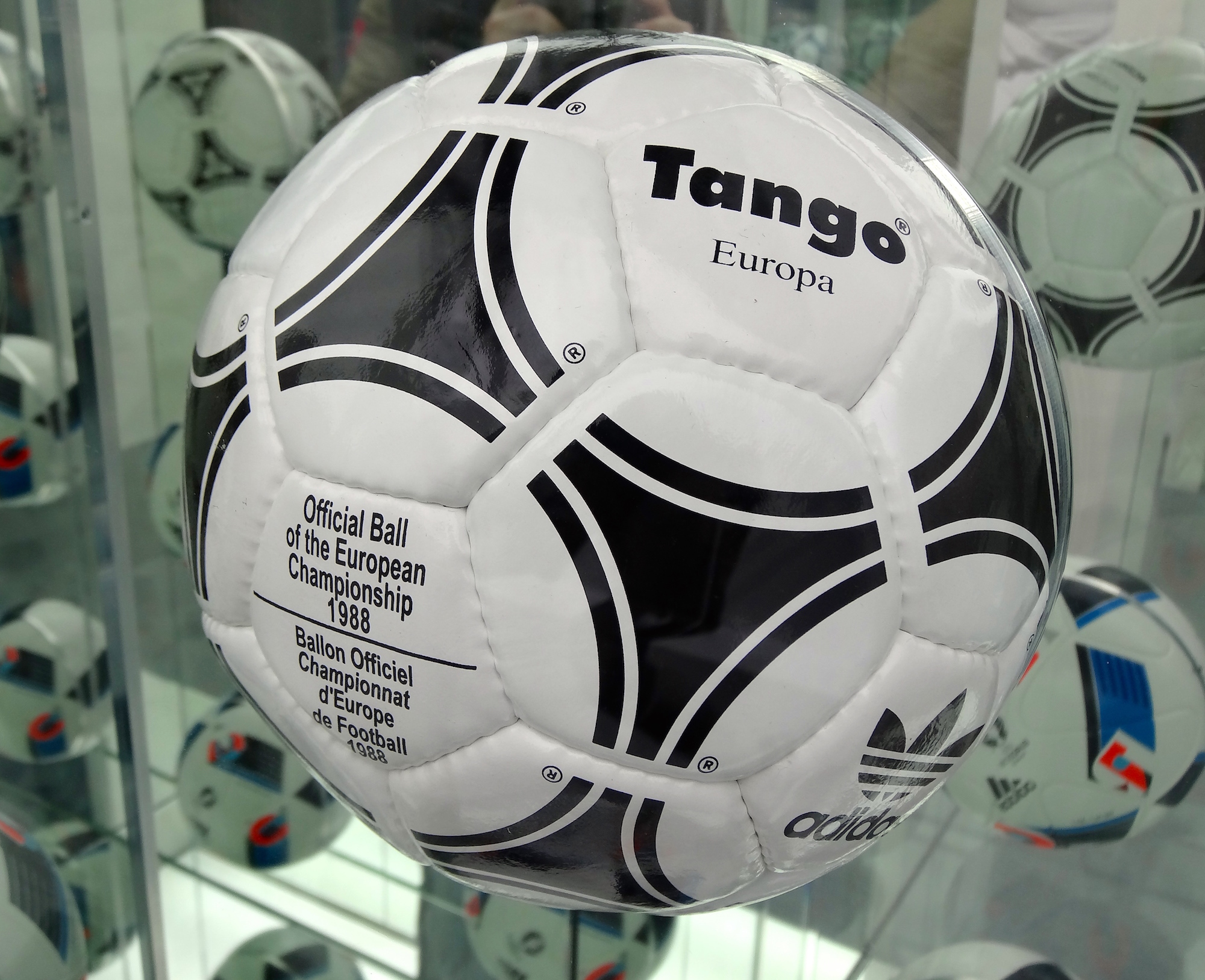
Le ballon de l'Euro 1988.

Les futurs finalistes néerlandais et soviétiques s'affrontent dès la première journée du groupe 2 : l'URSS s'impose un à zéro et confirme par la suite son niveau en n'abandonnant qu'un seul point en route (contre l'Irlande, lors de leur deuxième rencontre). Le néophyte irlandais bat son rival anglais mais s'incline contre les Pays-Bas lors du dernier match, décisif pour la qualification. L'URSS et les Pays-Bas se qualifient en terminant respectivement première et deuxièmes, tandis que les Anglais quittent le tournoi après trois défaites.
| Groupe 2 |                      |     |   |   |   |   |    |    |      |
|          | Équipe               | Pts | J | G | N | P | BP | BC | Diff |
| 1        | Union soviétique     | 5   | 3 | 2 | 1 | 0 | 5  | 2  | +3   |
| 2        | Pays-Bas             | 4   | 3 | 2 | 0 | 1 | 4  | 2  | +2   |
| 3        | République d'Irlande | 3   | 3 | 1 | 1 | 1 | 2  | 2  | 0    |
| 4        | Angleterre           | 0   | 3 | 0 | 0 | 3 | 2  | 7  | -5   |

| 12 juin | Angleterre           | 0 | 1 | République d'Irlande |
| 12 juin | Pays-Bas             | 0 | 1 | Union soviétique     |
| 15 juin | Angleterre           | 1 | 3 | Pays-Bas             |
| 15 juin | République d'Irlande | 1 | 1 | Union soviétique     |
| 18 juin | Angleterre           | 1 | 3 | Union soviétique     |
| 18 juin | République d'Irlande | 0 | 1 | Pays-Bas             |

#### 1rejournée
| 12 juin 1988                      | Angleterre | 0 – 1 | République d'Irlande | Neckarstadion, Stuttgart                            |                                                     |
| 15:30 · Historique des rencontres |            |       | Houghton 6e          | Spectateurs : 51 573 Arbitrage : Siegfried Kirschen | Spectateurs : 51 573 Arbitrage : Siegfried Kirschen |
| 15:30 · Historique des rencontres | (Rapport)  |       |                      | Spectateurs : 51 573 Arbitrage : Siegfried Kirschen | Spectateurs : 51 573 Arbitrage : Siegfried Kirschen |

| 12 juin 1988                      | Pays-Bas  | 0 – 1 | Union soviétique | Müngersdorferstadion, Cologne                 |                                               |
| 20:15 · Historique des rencontres |           |       | Rats 52e         | Spectateurs : 60 000 Arbitrage : Dieter Pauly | Spectateurs : 60 000 Arbitrage : Dieter Pauly |
| 20:15 · Historique des rencontres | (Rapport) |       |                  | Spectateurs : 60 000 Arbitrage : Dieter Pauly | Spectateurs : 60 000 Arbitrage : Dieter Pauly |

#### 2ejournée
| 15 juin 1988                      | Angleterre | 1 - 3 | Pays-Bas                 | Rheinstadion, Düsseldorf                       |                                                |
| 17:15 · Historique des rencontres | Robson 53e |       | Van Basten 44e, 71e, 75e | Spectateurs : 63 940 Arbitrage : Paolo Casarin | Spectateurs : 63 940 Arbitrage : Paolo Casarin |
| 17:15 · Historique des rencontres | (Rapport)  |       |                          | Spectateurs : 63 940 Arbitrage : Paolo Casarin | Spectateurs : 63 940 Arbitrage : Paolo Casarin |

| 15 juin 1988                      | République d'Irlande | 1 – 1 | Union soviétique | Niedersachsenstadion, Hanovre                           |                                                         |
| 20:15 · Historique des rencontres | Whelan 38e           |       | Protasov 74e     | Spectateurs : 38 308 Arbitrage : Emilio Soriano Aladrén | Spectateurs : 38 308 Arbitrage : Emilio Soriano Aladrén |
| 20:15 · Historique des rencontres | (Rapport)            |       |                  | Spectateurs : 38 308 Arbitrage : Emilio Soriano Aladrén | Spectateurs : 38 308 Arbitrage : Emilio Soriano Aladrén |

#### 3ejournée
| 18 juin 1988                      | Angleterre | 1 – 3 | Union soviétique                                 | Waldstadion, Francfort-sur-le-Main                    |                                                       |
| 15:30 · Historique des rencontres | Adams 16e  |       | Aleinikov 3e · Mikhaïlitchenko 28e · Pasulko 72e | Spectateurs : 53 000 Arbitrage : José Rosa dos Santos | Spectateurs : 53 000 Arbitrage : José Rosa dos Santos |
| 15:30 · Historique des rencontres | (Rapport)  |       |                                                  | Spectateurs : 53 000 Arbitrage : José Rosa dos Santos | Spectateurs : 53 000 Arbitrage : José Rosa dos Santos |

| 18 juin 1988                      | République d'Irlande | 0 – 1 | Pays-Bas  | Parkstadion, Gelsenkirchen                       |                                                  |
| 15:30 · Historique des rencontres |                      |       | Kieft 82e | Spectateurs : 70 800 Arbitrage : Horst Brummeier | Spectateurs : 70 800 Arbitrage : Horst Brummeier |
| 15:30 · Historique des rencontres | (Rapport)            |       |           | Spectateurs : 70 800 Arbitrage : Horst Brummeier | Spectateurs : 70 800 Arbitrage : Horst Brummeier |

## Tableau final
|  | Demi-finales                         | Demi-finales                         |          |   | Finale                           | Finale                           |
|  | Demi-finales                         | Demi-finales                         |          |   | Finale                           | Finale                           |
|  |                                      |                                      |          |   |                                  |                                  |
|  | 21 juin - Volksparkstadion, Hambourg | 21 juin - Volksparkstadion, Hambourg |          |   | 25 juin - Olympiastadion, Munich | 25 juin - Olympiastadion, Munich |
|  | 21 juin - Volksparkstadion, Hambourg | 21 juin - Volksparkstadion, Hambourg |          |   | 25 juin - Olympiastadion, Munich | 25 juin - Olympiastadion, Munich |
|  | Allemagne de l'Ouest                 | 1                                    |          |   | 25 juin - Olympiastadion, Munich | 25 juin - Olympiastadion, Munich |
|  | Allemagne de l'Ouest                 | 1                                    |          |   | 25 juin - Olympiastadion, Munich | 25 juin - Olympiastadion, Munich |
|  | Pays-Bas                             | 2                                    |          |   | 25 juin - Olympiastadion, Munich | 25 juin - Olympiastadion, Munich |
|  | Pays-Bas                             | 2                                    | Pays-Bas | 2 |                                  |                                  |
|  | 22 juin - Neckarstadion, Stuttgart   |                                      | Pays-Bas | 2 |                                  |                                  |
|  |                                      | Union soviétique                     | 0        |   |                                  |                                  |
|  | Union soviétique                     | Union soviétique                     | 0        | 2 |                                  |                                  |
|  | Union soviétique                     |                                      |          | 2 |                                  |                                  |
|  | Italie                               | 0                                    |          |   |                                  |                                  |
|  | Italie                               | 0                                    |          |   |                                  |                                  |

### Demi-finales
Les Oranje prennent leur revanche de la finale mondiale de 1974 face à la Mannschaft en s'imposant 2-1 en fin de match, alors que les Allemands avaient ouvert le score.
| Sélectionneur : |
| F.Beckenbauer   |

| Sélectionneur : |
| R.Michels       |

| Sélectionneur : |
| F.Beckenbauer   |

| Sélectionneur : |
| R.Michels       |

L'URSS bat l'Italie par deux buts d'écart et se qualifie pour sa quatrième finale européenne.
| Sélectionneur : |
| V.Lobanovski    |

| Sélectionneur : |
| A.Vicini        |

| Sélectionneur : |
| V.Lobanovski    |

| Sélectionneur : |
| A.Vicini        |

### Finale
Les Pays-Bas retrouvent l'URSS (dont ce sera le dernier match de son histoire en phase finale de l'Euro) qui les avaient battus au premier tour et parviennent cette fois à s'imposer, deux buts à rien.
| Titulaires :    |                    |  |
|                 |                    |  |
| 1               | Hans van Breukelen |  |
| 2               | Adrie van Tiggelen |  |
| 4               | Ronald Koeman      |  |
| 6               | Berry van Aerle    |  |
| 7               | Gerald Vanenburg   |  |
| 8               | Arnold Mühren      |  |
| 10              | Ruud Gullit        |  |
| 12              | Marco van Basten   |  |
| 13              | Erwin Koeman       |  |
| 17              | Frank Rijkaard     |  |
| 20              | Jan Wouters        |  |
|                 |                    |  |
| Sélectionneur : |                    |  |
| Rinus Michels   |                    |  |

| Titulaires :      |                        |     |
|                   |                        |     |
| 1                 | Rinat Dasaev           |     |
| 3                 | Vagiz Khidyatulline    |     |
| 5                 | Anatoli Demyanenko     |     |
| 6                 | Vasili Rats            |     |
| 7                 | Sergueï Aleinikov      |     |
| 8                 | Guennadi Litovtchenko  |     |
| 9                 | Aleksandr Zavarov      |     |
| 10                | Oleg Protasov          | 45e |
| 11                | Igor Belanov           |     |
| 15                | Alexeï Mikhaïlitchenko |     |
| 18                | Sergei Gotsmanov       | 68e |
|                   |                        |     |
| Remplaçants :     |                        |     |
| 20                | Victor Pasulko         | 45e |
| 19                | Sergueï Baltacha       | 68e |
|                   |                        |     |
| Sélectionneur :   |                        |     |
| Valeri Lobanovski |                        |     |

| Titulaires :    |                    |  |
|                 |                    |  |
| 1               | Hans van Breukelen |  |
| 2               | Adrie van Tiggelen |  |
| 4               | Ronald Koeman      |  |
| 6               | Berry van Aerle    |  |
| 7               | Gerald Vanenburg   |  |
| 8               | Arnold Mühren      |  |
| 10              | Ruud Gullit        |  |
| 12              | Marco van Basten   |  |
| 13              | Erwin Koeman       |  |
| 17              | Frank Rijkaard     |  |
| 20              | Jan Wouters        |  |
|                 |                    |  |
| Sélectionneur : |                    |  |
| Rinus Michels   |                    |  |

| Titulaires :      |                        |     |
|                   |                        |     |
| 1                 | Rinat Dasaev           |     |
| 3                 | Vagiz Khidyatulline    |     |
| 5                 | Anatoli Demyanenko     |     |
| 6                 | Vasili Rats            |     |
| 7                 | Sergueï Aleinikov      |     |
| 8                 | Guennadi Litovtchenko  |     |
| 9                 | Aleksandr Zavarov      |     |
| 10                | Oleg Protasov          | 45e |
| 11                | Igor Belanov           |     |
| 15                | Alexeï Mikhaïlitchenko |     |
| 18                | Sergei Gotsmanov       | 68e |
|                   |                        |     |
| Remplaçants :     |                        |     |
| 20                | Victor Pasulko         | 45e |
| 19                | Sergueï Baltacha       | 68e |
|                   |                        |     |
| Sélectionneur :   |                        |     |
| Valeri Lobanovski |                        |     |

## Bilan

### Les 20 champions d'Europe
| - Hans van Breukelen - Joop Hiele | - Adrie van Tiggelen - Sjaak Troost - Ronald Koeman - Berry van Aerle - Wim Koevermans - Frank Rijkaard - Wilbert Suvrijn | - Aron Winter - Gerald Vanenburg - Arnold Mühren - Ruud Gullit - Erwin Koeman - Jan Wouters | - John Bosman - John van 't Schip - Marco van Basten - Wim Kieft - Hendrie Krüzen |

### Joueur clé
L'UEFA a désigné le Néerlandais Marco van Basten joueur clé de la compétition.

### Équipe du tournoi
| Gardiens           | Défenseurs                                                  | Milieux                                                   | Attaquants                       |
| ------------------ | ----------------------------------------------------------- | --------------------------------------------------------- | -------------------------------- |
| Hans van Breukelen | Giuseppe Bergomi Ronald Koeman Frank Rijkaard Paolo Maldini | Giuseppe Giannini Lothar Matthäus Jan Wouters Ruud Gullit | Gianluca Vialli Marco van Basten |

### Meilleurs buteurs

#### 5 buts
- Marco van Basten

#### 2 buts
- Rudi Völler
- Oleg Protasov